# 再春館 (学校)
再春館（さいしゅんかん）とは、熊本藩の第6代藩主細川重賢が宝暦6年（1756年）に設立した藩校（医学校）。北里柴三郎らを輩出した。熊本大学医学部の前身。

## 概説
- 肥後の領主細川重賢は宝暦6年（1756年）に藩校時習館を創立した。すでに私塾（復陽堂）を持ち、細川重賢を治療し、信頼がある村井見朴に対して、重賢は宝暦6年12月、医学寮を作ることを命令し、現在の熊本市西区二本木に宝暦7年（1757年）1月19日、再春館が発足した。見朴は筆頭教授。当時の校舎の図面が残されているが、多くの寮をもち、また講堂、植物園を備えている。宝暦6年12月21日付細川家文書が残っている。
- 宝暦6年7月、薬園創立の命下る。現在の熊本市中央区薬園町に500坪（のちに拡大）に薬草園を作り、蕃滋園と名付けた。明治になりある個人のものになったが、個人死後、明治23年に遺族が第五高等学校に寄贈、その後、一部の植物は熊本薬学専門学校、現熊本大学薬学部に移植された。
  - 明和8年（1771年）、熊本市山崎町に新築移転した（現在の地名は中央区紺屋今町）。此処の施設は約100年間存在した。現在、再春館跡の案内板がある。
  - 明治3年（1870年）、明治維新で廃止。なお、その90日後、熊本城内の古城に病院が開院、式には藩知事も出席した。「藩立病院治療所」「古城（ふるしろ）病院」「古城医学所」といわれ。明治4年（1871年）マンスフェルトを招請した。その後の歴史は熊本医科大学 (旧制)を参照。

### 村井見朴
村井見朴（けんぼく、1702-1760）は、熊本府の民間医師・村井知安の長男で、享保年間末に私塾の復陽洞（堂）を開き、治療の傍ら多くの医学生を育てたが、眼病により50歳で失明、宝暦6年（1756年）に熊本藩八代藩主・細川重賢の命を受けて医学校の再春館を創立した。見朴の長男・村井琴山（椿寿、1733-1815）は父を助けて再春館の基礎を築き、山脇東洋、吉益東洞より古医道（古方派医術）を学んで再春館に採り入れ、それらの功績により村井家は藩医に取り立てられた。その後、村井家は琴山の長男の村井蕉雪 (1769-1841) 、蕉雪の弟の村井玄斎(白陽)、玄斎の子の村井同雲(翠渓)、同雲の弟の村井雲台(琴浦)、雲台の子の村井同吉が代々藩医を務めた。

## 教育法

### 再春館壁書と再春館会約
- 壁書は宝暦7年正月、長岡内膳忠英（時習館の国子総教）が記述した肥後医育の方針。
  - 医の道は岐黄を祖述し、仁術に基づく。故に尊卑を撰ばず、貧富を問わず、謝儀の多少を論ぜず、専本分を守るべきこと。近世治療を先にし、学業を後にするの輩、仮俗間に信じらるるとも、一旦の僥倖なり、学業を専にして、療治の準縄とすべきこと。師を尊ぶは古の道なり、（中略）且経史子集は教えを時習館に受くべし。
- 会約は宝暦7年村井見朴が記述した規律、禁止、科目、日課が漢文で記載されている。
  - 最初の部分の邦訳は「諸生は知るべし。官、学を起こし、書を蓄え、師を立て、徒を置き、各々会輔して、以て、己が業を習いて、国中の民をして、若死、疫病死の憂いをなからしむ。その恵みや厚し、汝が輩、我が公、拡仁（仁を広める）、の意に沿わんと欲せば、即ち早朝に起き、夜に寝て、博く学び、審らかに問い、汝が業を全うし、汝が徳をなすべきなり。あに、力をつくさざるべけむや。謹しみて、荒怠（すさみ怠る）ことなかれ。」[4]

### 生徒の種別
- 居寮生と通学生がいた。最初の入学生は239名。すでに官医及び老輩を含めれば269名となる。

### 職制
- 藩には職制があり、学校方奉行、その下に学校お目付け、再春館お目付け、御医師触れ役、医業吟味役、師役（教授）、句読師、金創師役（外科医師)、再春館付け役などがある。名前や勤務年など判っている。

### 教科と教科書
- 本道（現在の内科）、外科、眼科、児科、婦科、口科、鍼科、按摩科の8とする。外科は金創科（外創科）、そう瘍科（腫瘍やはれものと皮膚科）、整骨科（整形外科）などを含む。

前記8科の外に引経科（解剖学）、物産科（薬物の性能）がある。
- 教科書の記録がある。内経は医学全般。脈経は診断学。病源候論は症候学。傷寒論は内科書。甲乙経は鍼灸、按摩に関すること。本草綱目は薬草とその性能。
  - 医学は進歩するので変更があり、また、講義録も本になった。村井見朴には10冊の写本がある。講義を本にして、江湖に問うこととなったとある。

### 試験
- 内科、外科とも試験があり、手術や鍼もあった。大医、上医、良医、名医、巧医などに判定された。時期は後であるが、西洋医学もあり、西洋原書を翻訳せしめ、また和文を洋文に直させることもあった。

## 参考事項
- 熊本県には医学の私塾もあった。

## 文献
- 山崎正董 『肥後医育史』 正史746ページ、補遺132ページに及ぶ大著である。2006年に昔のままで再版された。肥後医育250年周年記念事業実行委員長・山本哲郎
- 『熊本大学眼科百年史』 谷原秀信、岡村良一、熊本大学眼科同窓会。2005年。現在の熊本大学医学部に至る施設を地図や写真で示している。
- 川口恭子 『重賢公逸話』 熊本日日新聞、2008年。ISBN 978-4-87755-313-5